# Goodgame Studios
Pour les articles homonymes, voir Goodgame.
 (août 2024).
- Si vous ne connaissez pas le sujet, laissez ce bandeau (vous pouvez alors contacter les auteurs).
- Si vous supprimez le contenu mis en cause (vous pouvez préalablement contacter les auteurs),

argumentez précisément cette suppression dans la page de discussion
(un manque de référence n'est pas un argument ; une recherche réelle de référence doit avoir été effectuée, être formellement documentée).
Goodgame Studios, parfois orthographié GoodGame Studios, est une marque de la société Altigi GmbH , société de jeux en ligne massivement multijoueur fondée en 2009 et basée à Hambourg, en Allemagne. Elle a créé plusieurs jeux, parmi lesquels Goodgame Empire, Goodgame Big Farm, Goodgame Galaxy, Goodgame Gangster et Goodgame Poker, qui regroupent en tout 245 millions de joueurs en mars 2015.
Semi-commercial, le site utilise le système de paiement Xsolla (en). En 2020, Goodgame Studios emploie environ 1 300 personnes dont 270 personnes en Allemagne. La société tire une grande partie de ses revenus des parties payantes de ses jeux en free to play[réf. nécessaire].

## Jeux

### Goodgame Empire (GGE)

#### Informations générales
Goodgame Empire est un jeu de stratégie free to play lancé en juin 2011.
En janvier 2014, le jeu atteint les 50 millions de joueurs, et les 60 millions dès juin. Il compte actuellement, selon l'éditeur du jeu, plus de 80 millions de joueurs dans le monde. L'histoire du jeu se situe au Moyen Âge, et le joueur doit construire un château et développer son empire en multipliant les attaques, sur d'autres joueurs ou sur des PNJ. Sous cette gratuité apparente, se cache un système optionnel de bonus payants. Les joueurs qui souhaitent obtenir plus de monnaie premium peuvent souscrire à des bonus payants afin d'obtenir plus vite des avantages plus importants tels qu'un développement plus rapide, une armée plus puissante ou plus importante. Il y a également des bâtiments qui peuvent être construits grâce à la monnaie premium.
Le 30 septembre 2013, le jeu apparaît sur Android sous le nom Empire: Four Kingdoms. Il paraît peu après sur Apple sous le nom Empire.
Fin novembre 2014, Goodgame Studios a mis en ligne une modification majeure du jeu afin d'apporter un nouveau défi aux joueurs ayant atteint un niveau élevé dans le jeu. Il comporte 70 niveaux ordinaires puis, une fois le niveau 70 atteint, 950 niveaux légendaires s'offrent à vous. Il a connu une autre innovation en 2016 : l'invasion de Bérimond & les objets de construction. En 2024, un changement est apporté. De nouvelles unités et de nouveaux développements du château du joueur apparaissent.
Goodgame Studios a lancé en 2018, une variante (dans l'espace) de son jeu à succès, nommé Empire: Millennium Wars, et était disponible en pré-inscription sur Google Play dès la fin 2017. En janvier 2019, le jeu a été rebaptisé sous le nom de Empire: World War 3.

#### Description
Ce jeu fonctionne selon un système de puissance, d'honneur, de gloire, de vaillance, de titres de noblesse, il est également possible de former des alliances qui peuvent regrouper jusqu'à 65 joueurs. 
De la sorte, il est possible d'interagir avec les joueurs de son serveur, en s'entraidant et en communiquant via un système de chat. Ce jeu s'axe sur un système d'évènements de durées plus ou moins longues (l'invasion nomade, l'invasion des samouraïs, la Guerre des Royaumes,les Corbeaux de Sangs, les Métamorphes, Bérimond ...).
Disponible en 41 langues, le jeu repose sur plus de 38 serveurs "régionaux" différents, permettant aux joueurs d'une même langue (ou d'une même région du monde) de jouer ensemble, en évitant une certaine cacophonie linguistique.

##### Royaumes
Il existe 9 royaumes, 4 d'entre eux sont permanents: le Grand Empire, le Glacier éternel, les Sables brûlants et les Pics du Feu.
L'un des royaumes est récurrent, les îles Orageuses, mais disparaît au bout de 30 jours (appelé une lune dans le jeu), et les deux derniers apparaissent de manière occasionnelle, une ou deux fois par mois, et ne durent que quelques jours : Bérimond et la Côte tranchante. L'abîme et le Roi torturé ont quant à eux été retirés en 2019.
De plus, il y a les Royaumes Extérieurs, couramment appelés "RE", qui sont disponibles uniquement pour les joueurs de niveau 70 et plus. Il en existe plusieurs types. Il s'agit d'un événement inter-serveurs qui a lieu une fois toutes les deux semaines (en alternance avec Par delà l'Horizon). Le RE est un événements mettant parfois en commun des joueurs de Goodgame Empire mais également des joueurs d'Empire: Four Kingdoms. Pour éviter que les joueurs de l'un ou l'autre mode soient déstabilisés, certaines fonctionnalités sont retirées.
En effet, Par delà l'Horizon, appelé aussi "Lacis" est un événement disponible uniquement pour les joueurs de niveau 50 et plus. Il s'agit d'un événement inter-serveurs qui a lieu une fois toutes les deux semaines (en alternance avec les Royaumes Extérieurs).

### Goodgame Big Farm
Goodgame Big Farm est un jeu de stratégie free to play qui comptait, selon la marque, 32 millions de joueurs en octobre 2014. Le joueur doit développer sa ferme et vendre ses produits.
La version mobile de ce jeu, nommée Big Farm: Mobile Harvest, a été lancée en octobre 2017 et a connu un démarrage éclair, avec 2 millions de joueurs inscrits en 3 semaines.
Comme dans le jeu Empire, il est possible de créer ou rejoindre des alliances (ici appelée coopératives), et le joueur a à relever des dizaines de défis, contre d'autres joueurs ou bien seul.
Il existe plusieurs types de fermes, en plus de celle avec laquelle le joueur commence le jeu, à savoir la ferme gourmande, la ferme florale, le ranch, les marécages, la zone de pêche, l'île tropicale et l'île hivernales, qui sont accessibles lorsque le joueur atteint un certain niveau.